# Gare de Malachi
La  gare de Malachi est une gare ferroviaire canadienne, de la ligne principale du Chemin de fer transcontinental du Canadien National. Elle est située au lieu-dit Malachi (en) dans la partie non-organisée du district de Kenora dans le Nord-Ouest de l'Ontario.
C'est un Point d'arrêt à la demande Via Rail Canada, desservi par Le Canadien.

## Situation ferroviaire
La gare de Malachi est située sur la ligne principale du Chemin de fer transcontinental du Canadien National, entre les gares de Copelands Landing et de Ottermere.

## Histoire
Le bâtiment voyageurs de la gare est construit par le Chemin de fer National Transcontinental (National Transcontinental Railway (NTR)) qui le met en service en 1911.

## Service des voyageurs

### Accueil
C'est un point d'arrêt non géré (PANG) à accès libre et arrêt du train uniquement avec une réservation.

### Desserte
Malachi est desservi par Le Canadien, train 1 et train 2.

## Patrimoine ferroviaire
En 2010, l'ancien bâtiment voyageurs, construit en 2011, est toujours présent mais au mauvais état.